# Calvaire du cimetière de Chaucenne
La calvaire du cimetière de Chaucenne est un Calvaire du XVIe siècle situé sur la commune de Chaucenne dans le département français du Doubs.

## Localisation
La croix est située dans le cimetière, à côté de l'église de Chaucenne.

## Histoire
Le calvaire date du XVIe siècle. Il est inscrit au titre des monuments historiques depuis le 19 décembre 1944.

## Description
La croix représente le Christ en croix, accompagné de la Vierge et de Saint-Jean, formant une ébauche de croix de Lorraine. Le fût de la croix est timbré de la croix à double traverse, insigne des Hospitaliers du Saint-Esprit.